# Electric imp
Electric imp és una plataforma o entorn de programari propietari de l'empresa Electric Imp Inc. amb l'objectiu d'implementar un sistema de control domèstic o industrial d'internet de les coses. Electric Imp permet de programar els dispositius de manera amigable mitjançant un IDE (entorn integrat de desenvolupament en línia) tot enviant-se i executant-se automàticament als dispositius seleccionats. Electric Imp també subministra els dispositius amb un programari especial.

## Propietats
- L'arquitectura consta del dispositius Electric Imp que es connecten al núvol internet a través de comunicacions Wi-Fi.
- La programació es realitza a través d'un navegador d'internet i un IDE que està format d'un editor de text i un compilador de llenguatge Squirrel.
- Dispositius disponibles :

| Nom    | Funció          |
| ------ | --------------- |
| imp001 | Avaluació       |
| imp003 | Desenvolupament |
| imp004 | Desenvolupament |
| imp005 | Desenvolupament |